# Patriarkat (kristendom)
Patriarkat syftar inom kyrklig administration på det område som förvaltas av en patriark. Ordet kommer ur grekiskan och betyder "fadersvälde". 
Under perioden 100-300 e.Kr. utkristalliserades tre viktiga organisatoriska centra inom den tidiga kyrkoorganisationen. Biskoparna av Rom, Alexandria och Antiokia tillerkändes en hedersställning bland världens biskopar, men med denna hedersställning följde inledningsvis inte några större juridiska befogenheter. Metropoliter eller ärkebiskopar i de kyrkoprovinser som föll under respektive patriarkat förväntades dock be för sin patriark under eukaristifirandet.
Metropoliterna av Konstantinopel och Jerusalem upphöjdes till patriarker av varsitt självständigt patriarkat vid kyrkomötet i Chalcedon år 451, genom avstyckning från Antiokiapatriarkatets tidigare (större) omfattning. Under folkvandringstiden växte patriarkernas juridiska befogenheter gentemot de underlydande kyrkoprovinserna, och patriarken blev en instans att överklaga beslut fattade av kyrkoprovinsers biskopsmöten. Kyrkoprovinser och stift överfördes från Rompatriarkatet till Konstantinopelpatriarkatet under 800-talet, så att hela Balkanhalvön fördes till Konstantinopels område.